# Hortense Martins
Maria Hortense Nunes Martins (21 de setembro de 1966) é uma economista, gestora de empresas, deputada e política portuguesa. Ela é deputada à Assembleia da República na XIV legislatura pelo Partido Socialista. Tem uma licenciatura em Organização e Gestão de Empresas.